# Ya'qubi
Ahmad al-Yaqubi o simplemente Yaqubi (Bagdad, ? - 897/898) fue un historiador y geógrafo musulmán que vivió durante la segunda mitad del siglo IX.
Bisnieto de un liberto de al-Mansur, segundo califa de Bagdad, recibió la educación formal de los escribas abasíes y fue enviado en su juventud a Armenia. A continuación se instaló en Jorasán, donde escribió su obra historiográfica bajo el mecenazgo del emirato persa tahirí hasta la caída de la dinastía en 873. Viajó entonces por India, Egipto y el Magreb, y murió en Egipto.

## Obras
- Tāʾrīj al-‘Ālam («Historia universal»), más conocida como Tāʾrīj ibn Wāḍiḥ («Crónica de Ibn Wadih»), es una historia universal en dos partes. En la primera parte se ocupa de los pueblos preislámicos (desde la creación de Adán) y no musulmanes, con atención particular a sus religiones y literaturas. En la segunda parte trata la historia islámica hasta el año 872 desde una perspectiva filochií.[2] Resulta llamativo el amplio uso que hace Yaqubi de fuentes no islámicas para describir las creencias y prácticas de los pueblos que describe.

- Kitāb al-buldān («Libro de los países»), libro de geografía administrativa que estudia las ciudades principales de Mesopotamia, Irán, Arabia, Siria, Egipto y el Magreb, analizando estadísticas, topografía y sistemas recaudatorios. Otros capítulos consagrados a India, China y el imperio de Bizancio no se han conservado[3]

- Mušākalat an-nās li-zamānihim («El parecido de las personas con su época»), corto tratado en que observa de manera esquemática cómo la personalidad de los gobernantes modela la de sus gobernados, interesante en cuanto busca patrones generales en el devenir histórico.